# Гаркуша Олег Олексійович
Олег Олексійович Гаркуша (23 лютого 1961, Ленінград) — радянський та російський музикант, співак і телеведучий, шоумен, учасник групи «АукцЫон». Автор текстів і виконавець, поет, актор.

## Біографія
У 1980 році Олег Гаркуша закінчив Ленінградський кінотехнікум. Якийсь час після закінчення технікуму працював кіномеханіком в кінотеатрах «Сучасник» і «Титан».
За словами самого Гаркуші, на сцену він потрапив випадково. У 1985 році його попросили заспівати пару фраз пісні, вірші до якої він написав. Він заспівав, всім сподобалося. Так і став учасником «Аукцыону».
Після його приходу в команду імідж «Аукцыону» докорінно змінився. Виступи групи перетворилися в ексцентричні шоу з буфонадою. Відмінною рисою цих шоу стала характерність і впізнаваність кожного персонажа. Особливо гарний був Гаркуша в ролі неприкаяного, ексцентричного панку — «рудий клоун», що скаче по сцені.
У групі «АукцЫон» Олег Гаркуша був не тільки шоуменом і вокалістом, але й автором текстів пісень, нарівні з поетом і музикантом Дмитром Озерським. Тільки якщо Озерський писав тексти до готових композицій Федорова (за принципом лібрето), то Гаркуша приносив власні вірші, до яких вже потім писалася музика. Відомі пісні «Аукцыону», покладені на вірші Гаркуші, — «Гроші — це папір», «Вовчиця», «Літак», «Піонер» і «Птах», написана Гаркушею в 1991 році в дні серпневого путчу. Альбом «Жопа» 1990 року складається майже цілком з пісень на вірші Олега.
Олег Гаркуша зіграв у фільмах: «Зломщик» (1987), «Презумпція невинності» (1988), «Хрустальов, машину!» (1998), «Я теж хочу» (2012). Гаркуша виконував також роль Крокодила в постановці «Краденого Сонця» групою «КС».
В 1991 році Олег Гаркуша брав участь у концерті «Рок проти терору». Свого часу Гаркуша пробував свої сили в ролі громадського діяча, коли очолив «Молодіжно-громадський комітет з підготовки відзначення 300-річчя міста Санкт-Петербург».
Гаркуша веде щотижневу програму у нічному ефірі Петербурзького телебачення. Ще одна сфера діяльності Олега — робота в клубі «Гаркундель», який розташовувався в кінотеатрі «Спартак».
Олег Гаркуша — один з організаторів фестивалю «Вікна Відкрий!».
Олег Гаркуша — автор кількох збірок віршів. Перший, «Хлопчик як хлопчик», вийшов в 2001 році. Також рок-музикант випустив другу книгу віршів — «Ворона».

## Дискографія
- «Гаркундель» (1998)

## Ролі в кіно
- 1986 — Зломщик — Олег
- 1987 — Рок — камео
- 1988 — Презумпція невинності — Слава
- 1988 — Трагедія в стилі рок — артист з перформансу «Поп-механіки»
- 1993 — Бранці удачі
- 1998 — Хрустальов, машину!
- 2008 — Нірвана — охоронець Бако
- 2008 — Гойдалки — господар наркоманского притону
- 2009 — Я — реготун
- 2009 — Коротке замикання — камео (новела «Відчувати» Івана Вирипаєва)
- 2011 — Суходіл
- 2011 — Спліт — Рафаель, бібліотекар
- 2012 — Я теж хочу — музикант
- 2012 — Служу Радянському Союзу! — Чуб
- 2014 — В активному пошуку — камео
- 2014 — Григорій Р. — Митя Козельський
- 2015 — Принцип Хабарова — астролог
- 2016 — Сімейний альбом — Игореня
- 2017 — Урод

## Ведучий
- Веде щотижневу програму у нічному ефірі Петербурзького телебачення;
- У 2015 і 2016 роках разом з Іриною Салтиковою виступав ведучим концерту «Брат 2. 15 років потому».
- Був ведучим премії «Чартова дюжина-2016» в Санкт-Петербурзі [Архівовано 1 квітня 2019 у Wayback Machine.].
- Був ведучим на рок-фестивалі Чорнозем в 2016 і 2017 році, який щорічно проходить в місті Тамбов.

## Особисте життя
Одружений, виховав сина.